# Саттон-Колдфілд
Саттон-Колдфілд або королівське місто Саттон-Колдфілд, відоме як Саттон (англ. Sutton Coldfield), — місто та цивільна парафія в місті Бірмінгем, Західний Мідленд, Англія. Місто розташоване приблизно за 15 км., на північний схід від центру Бірмінгема, за 14 км., на південь від Лічфілда, за 11 км., на південний захід від Тамворта та за 11 км., на схід від Волсолла.
Саттон-Колдфілд та його передмістя управляються міською радою Бірмінгема для цілей місцевого самоврядування, але місто має власну міську раду, яка керує містом та його прилеглими територіями, керуючи місцевими службами та обираючи до ради мера. Історично в Ворикширі він став частиною Бірмінгема та столичного округу Західний Мідленд у 1974 році.

## Географія
Саттон-Колдфілд межує з Нью-Оскоттом, Ердінгтоном, округом Північний Уорікшир, Олдріджем і Тамвортом у Стаффордширі. Місцевість загалом вважається одним із найпрестижніших місць у Бірмінгемі та навіть у Центральній Англії. У звіті веб-сайту Mouseprice.com за 2007 рік дві вулиці Саттон-Колдфілд були включені до 20 найдорожчих у Великій Британії.

## Історія
У 2001—2003 роках на межах міста було виявлено раніше невідомі ознаки присутності людини у Саттон Колдфілді. У Саттон-парку збереглися подальші докази доримського людського житла.

## Етимологія
Етимологія назви «Саттон» походить від «Південного міста».